# Geldeinheit
Unter einer Geldeinheit (auch Stückelung; Abkürzung G oder GE) versteht man in den Wirtschaftswissenschaften die infinitesimal kleinste verfügbare Menge an Geld unabhängig von der jeweiligen Währung. 

## Allgemeines
Die Geldeinheit hat den Charakter einer Maßeinheit oder Mengeneinheit und entspricht in ihren Funktionen also der Längeneinheit (1 Meter) oder der Gewichtseinheit (1 Kilogramm), sie ist also eine Preis-Maßeinheit. Die Angabe der Geldeinheit (GE) wird entsprechend mit „1 GE“ vorgenommen. Der Geldeinheit fehlt jedoch eine wesentliche Eigenschaft anderer Maßeinheiten, nämlich deren Stabilität; denn der Geldwert unterliegt stets bestimmten Schwankungen.
Die Geldeinheit bezeichnet auch gesetzliche Zahlungsmittel eines Staates oder eines Wirtschaftsraumes, die als Recheneinheit dienen.

## Preis-Maßeinheit
In den Wirtschaftswissenschaften ist die Geldeinheit ein Maßstab, bei dem durch die Multiplikation von Gütermengen mit Marktpreisen – gemessen in Geldeinheit je Mengeneinheit der einzelnen Güter – die Gütermengen in Geldeinheiten transformiert und dadurch vergleichbar gemacht werden. Liegt beispielsweise der Marktpreis für eine Glühbirne (1 Stück) bei 1 Geldeinheit, so kosten 4 Birnen entsprechend 4 Geldeinheiten. Dieses Preis-Mengen-Verhältnis lässt sich auf alle Fachgebiete übertragen. So ist der Return on Investment ein relativer Gewinn, nämlich der Gewinn pro Geldeinheit.

## Verwendung
Die Geldeinheit ist eine neutrale Größe, denn ihr fehlt die Angabe der Währung und/oder des Währungssymbols. Eine Geldeinheit (1 GE) kann daher länderübergreifend als 1 Euro, 1 Schweizer Franken, 1 US-Dollar usw. interpretiert werden.